# Музей «Молотківська трагедія»
Молотківська трагедія — меморіальний комплекс- музей у селі Молотків Лановецької міської громади Кременецького  Тернопільської області. Споруджений 1985 як центральна частина меморіального комплексу.
Відкриття меморіалу відбулося 8 травня 1985 року — напередодні 40-річчя Перемоги. Автори проекту І. П. Осадчук та Б. І. Рудий.
Пам'ятні знаки жертвам трагедії виготовлені із сірого каменю. В центрі села стояла сільська кузня, у яку фашисти зігнали 16 чоловіків, закрили їх там, облили її бензином і підпалили, вони згоріли заживо. В пам'ять про них на цьому місці споруджено пам'ятний знак «Кузня».[джерело?]
Через дорогу на 2-гектарній території меморіального комплексу розміщені пам'ятні знаки, що розповідають про страшну трагедію Молоткова.[джерело?]
В експозиції — діорама «Спалення села» (художник Степан Нечай), фрагменти спаленої хати: обгорілі двері, обвуглені колиска та ікона тощо (дизайн — Богдана Бошка і Степана Мамчура), Книга пам'яті, що містить спогади молотківців про трагедію. На стендах — фотографії та списки страчених у Молоткові та сусідніх селах.
Матеріали музею — розпорядження окупаційної влади, висновок судово-медичної експертизи про вбивства, які вчинили нацисти в Лановецькому районі, матеріали про збитки, завдані народному господарству тощо. Окремі розділи експозиції — про участь молотківців у німецько-радянській війні (документи, нагороди, фото загиблих), повстанську боротьбу, відбудову села.